# والتر ريد ويفر
والتر ريد ويفر (بالإنجليزية: Walter Reed Weaver)‏ هو عسكري أمريكي، ولد في 23 فبراير 1885 في تشارلستون في الولايات المتحدة، وتوفي في 27 أكتوبر 1944 في واشنطن العاصمة في الولايات المتحدة.